# Horváth László (labdarúgó, 1944)
Horváth László (Celldömölk, 1944. február 9. –) magyar labdarúgó.

## Pályafutása
Celldömölkön kezdte a labdarúgást és onnan került Pápára. 1962-ben igazolt a fővárosba. A Ferencvárossal 1963-ban ifjúsági bajnokságot nyert. Tagja az 1965-ben VVK győztes csapatnak, a döntőn is szerepelt. Kétszeres magyar bajnok. A Fradiban 102 mérkőzést játszott (40 bajnoki, 47 nemzetközi, 15 hazai díjmérkőzés). 1969-ben egy idényt Szombathelyen töltött. Ezt követően, mivel a Haladás nem járult hozzá az átigazolásához egy évet kötelezően kihagyott, majd 1971 és 1975 között Tatabányán fejezte be az élvonalbeli labdarúgást. Összesen 201 bajnoki mérkőzésen játszott és 2 gólt szerzett. 1978 után még több alsóbb osztályú csapatban szerepelt (Dunai Kőolaj, Dömsödi Dózsa, Vácszentlászló).

## Sikerei, díjai
- Magyar bajnok (1967, 1968)
- VVK győztes (1964–1965)